# Cristina Sánchez
Cristina Sánchez de Pablos conocida como Cristina Sánchez en los carteles (Parla, Provincia de Madrid, 20 de febrero de 1972) es una torera retirada, comentarista taurina y apoderada española.

## Biografía
Creció en un ambiente taurino, siendo la hija del banderillero Antonio Sánchez. En 1987, con quince años, se puso delante de una vaca en el complejo turístico La Capea de Talamanca de Jarama (Madrid) y, a partir de ese momento, supo que su vida iría dedicada al mundo del toro. En 1989 se inició en la Escuela Taurina de Madrid, a la cual representó en 1991 en un festival logrando el primer puesto. Debutó con picadores en Valdemorillo (Madrid) el 13 de febrero de 1993. El 24 de julio de ese mismo año actuó en solitario en Toledo en protesta por el hecho de que ningún torero quisiera anunciarse con ella. Durante su carrera llegó a torear 200 becerradas y novilladas, un número de festejos considerable. El 8 de julio de 1995 salió a hombros por la puerta grande de Las Ventas en su presentación como novillera en dicha plaza durante un festejo nocturno con toros de la ganadería Carmen Lorenzo. Se convirtió en la primera torera en salir por la puerta grande de Las Ventas. El 24 de septiembre de 1995 se presentó en Plaza México, con novillos de Santa Isabel, alternando con Alfonso Ramírez “El Calesa“ y Diego Martín ”Rubito”, hijo de la torera tijuanense Raquel Martínez.
Tomó la alternativa en Nimes (Francia) el 25 de mayo de 1996, siendo el padrino Curro Romero y el testigo José María Manzanares. En 1996 toreó mano a mano en La Maestranza con Manuel Díaz El Cordobés, siendo la primera torera en hacer el paseíllo en esta plaza. Ese año, toreó en 36 corridas en México y confirmó la alternativa en Plaza México, siendo su padrino Miguel Espinosa “Armillita Chico” y de testigo a Alejandro Silveti. Confirmó la alternativa en Las Ventas de Madrid, el 12 de mayo de 1998, por Curro Vázquez y David Luguillano. Se convirtió entonces en la primera torera en confirmar su alternativa en Las Ventas, ya que la española Juana Cruz, primera torera de la historia, tomó la alternativa en México e hizo la mayor parte de su carrera en América en los años 40, y Marie Sara había confirmado su alternativa esta plaza en 1994 como rejoneadora. A lo largo de su trayectoria intervino en 30 corridas en América y 60 en España y fue apoderada por Simón Casas primero y por Alejandro da Silva después. Reivindicó su condición de mujer y torera en los años 90 en España y frecuentemente acusó la falta de oportunidades y contratos por la negativa de algunos de compañeros a torear con ella, como el líder del escalafón en esos años Jesulín de Ubrique o Francisco Rivera Ordóñez, que abiertamente se negaron a compartir cartel con una mujer. Se retiró el 12 de octubre de 1999 durante la Feria de Otoño en Las Ventas, después de haber quedado fuera de las ferias taurinas importantes de la temporada.
Tras su retirada ha seguido ligada al mundo de los toros como comentarista taurino en corridas televisadas en Castilla-La Mancha Televisión y Canal Toros junto a Emilio Muñoz. Además, de 2001 a 2004 fue colaboradora en el programa Lo que es la vida dirigido por Nieves Herrero en RNE. Participó asimismo en el programa de telerrealidad de aventuras Expedición imposible (2013). Reapareció vestida de luces por una única vez en Cuenca, con un fin benéfico, el 20 de agosto de 2016 alternando con Enrique Ponce y El Juli. En 2021 se centró en la actividad de apoderada taurina, dirigiendo la carrera de Antonio Ferrera, entre otros.

## Vida privada
Contrajo matrimonio el 2 de junio de 2000 con el banderillero portugués Alejandro da Silva. Es madre de dos hijos.